# Медовчик сірий
Медо́вчик сірий (Pycnopygius cinereus) — вид горобцеподібних птахів родини медолюбових (Meliphagidae). Ендемік Нової Гвінеї.

## Підвиди
Виділяють два підвиди:
- P. c. cinereus (Sclater, PL, 1874) — захід острова;
- P. c. marmoratus (Sharpe, 1882) — центр і схід острова.

## Поширення і екологія
Сірі медовчики живуть у гірських і рівнинних вологих тропічних лісах Центрального хребта Нової Гвінеї.